# Ultras-Zrinjski
Ultras je navijačka skupina iz Mostara. Službeno, Klub navijača Ultras-Zrinjski utemeljen je u ožujku 1998. godine, kad je po Zakonu o udruživanju građana upisan u Registar udruga građana pri Hercegovačko-neretvanskoj županiji, a kao nerigistrirana navijačka skupina postoje od 1994. godine. Navijaju za sve odjele sportskog društva Zrinjski no ponajviše prate njegov nogometni odjel,  Ime su dobili 1998. godine, 6 godina nakon što je obnovljen rad Zrinjskog. Uzeli su ime prema navijačkom pokretu Ultrasa u europskom nogometu. Službena pjesma Ultrasa, navijača HŠK Zrinjski Mostar, je "Gori brate", a svoj klub bodre s tribine - Stajanja. Boje koje Ultrasi koriste na transparentima i tribini su crna, bijela i crvena.

## Povijest

#### 1992. – 1994.
Početkom 1992. godine u Međugorju se obnavlja rad HŠK Zrinjski Mostar, a s njegovim obnavljanjem, polako se budi i organizirano navijanje u gradu na Neretvi. Već 1993. godine u glavama navijača rađa se ideja o pokretanju jedne navijačke grupe koja bi imala cilj organizirati navijanje na utakmicama Zrinjskog. U tijeku te godine rađa se ideja da se oni najžešći navijači Zrinjskog nazovu imenom Ultras, po uzoru na navijačke skupine širom Europe.

#### 1994. godina
U travnju 1994. godine napravljen je i Inicijativni odbor Kluba navijača Zrinjskog, Ultrasa, koji je imao za cilj da u roku od dvije godine organizira Skupštinu navijača. Ipak, što radi ratnih okolnosti, što radi nemara u roku od dvije godine to se nije napravilo. Na utakmice se odlazilo, a Zrinjski je svoje domaće utakmice mahom prijateljske igrao u Imotskom i u Širokom Brijegu.
Godine 1994. u Mostaru, na stadion Zrinjskog je odigrana finalna utakmica za prvaka tadašnje Hrvatske Republike Herceg-Bosne u kojoj su se sastali domaćin Zrinjski i ekipa Mladost Dubinta iz Širokog Brijega (današnji NK Široki Brijeg). U dosta zanimljivoj igri navijači nisu uspjeli vidjeti ni jedan pogodak, te je rezultat ostao 0:0. Na toj utakmici skupilo se oko 5000 gledatelja, a onih najžešćih bilo je oko 300 – 400, koji su se smjestili na centralnu zapadnu tribinu stadiona HŠK Zrinjski. Na toj utakmici po prvi put je i postavljen transparent s natpisom Ultras. Ta utakmica ostala je znači zapamćena po prvom organiziranom okupljanju Ultrasa na utakmicama svog voljenog kluba. Nakon te utakmice piše se nova povijest organiziranog navijanja u gradu na Neretvi. Već godinu dana kasnije Ultrasi se okupljaju na košarkaškim utakmicama Zrinjskog, a česti su odlasci i na gostujuće terene.

#### 1997. i 1998. godina
Godine 1997. u Hrvatskom domu herceg Stjepan Kosača, u Mostaru održana je i prva Skupština Kluba navijača na kojoj se okupilo preko 400 članova ove navijačke grupe. Nakon te Skupštine jedna od udarnih podgrupa Ultras-a bila je ekipa navijača pod imenom Zrinjevci, koji su bili česti na svim utakmicama koje je Zrinjski igrao. U tom periodu bilježe se brojna gostovanja širom Hercegovine, a odlazi se i u Busovaču, Kiseljak, Vitez, Ramu, Orašje i ostale gradove u kojim se igrala Prva nogometna liga Hrvatske republike Herceg-Bosne
Godinu dana kasnije Zrinjski po prvi put pokušava izboriti natjecu euro-kupovima i to preko play offa za prvaka Bosne i Hercegovine (Premijer liga BiH još nije postojala, a za mjesto u predkolima UEFA-inih natjecanja su se borili hrvatski i bošnjački klubovi kroz play off). Plemići su se nalazili u grupi zajedno sa Željezničarom i Bosnom iz Visokog, a sve utakmice su se igrale na olimpijskom stadionu Koševo u Sarajevu. S pravom se može reći da su upravo Ultrasi bili oni koji su prvi prešli tadašnju ratnu granicu s navijačkim obilježjima i došli organizirano u Sarajevo. Na stadionu Koševo se pred oko 10 000 gledatelja okupilo i 50-ak Ultrasa koji su se više nego odlično prikazali, ali ni njihovo navijanje nije pomoglo Zrinjskom da zabilježe pobjedu. Zrinjski je poražen s 2:1, a u tadašnjem sastavu Zrinjskog nastupio je i Blaž Slišković, jedan od najboljih igrača s prostora bivše Jugoslavije.

#### Do početka 2000. i 2000.
Do početka 2000. godine navijači Zrinjskog obilaze sve stadione širom Bosne i Hercegovine na kojima nastupa Zrinjski, a dosta se radi i na marketingu, da bi tribine stadiona i dvorane izgledale ljepše. Napravljen je i dosta veliki broj navijačkih zastava, a baklje i dimne kutije postaju nezaobilazan dekor na utakmicama Plemića. Godina 2000. ostat će upamćena po prvoj sezoni u kojoj su zajedno nastupili klubovi iz oba saveza (bošnjačkog i hrvatskog). HŠK Zrinjski Mostar je upravo u toj sezoni ostvario svoj prvi veliki uspjeh jer se po prvi put plasirao u jedan europski kup, bio je to Intertoto kup. 
Zrinjski je nastupao u  Intertoto kupu, a za protivnika je imao tadašnju Västra Frölundu, predstavnika Švedske. Prva se utakmica igrala u Švedskoj, a na njoj je bilo prisutno oko 1500 gledatelja. Zrinjski je tada imao i ogromnu podršku s tribina. Oko 500 navijača Zrinjskog, iz Švedske i ostalih skandinavskih zemalja pružao je gromoglasno podršku svome klubu. Zrinjski je u toj prvoj utakmici poražen minimalno s 1:0, što se ispostavilo, sa svim dovoljno Šveđanima da prođu u sljedeće kolo.
Uzvrat u Mostaru promatralo je preko 7000 gledatelja. Ultrasi su se okupili u dosta velikom broju (oko 2500) na istočnoj tribini stadiona HŠK Zrinjski - Stajanju, ali ni njihovo gromoglasno navijanje nije pomoglo plemićima da preskoče ovu prepreku. Krajnji rezultat susreta glasio je 2:1, a zbog gola u gostima Västra Frölunda IF je nastavila natjecanje.

#### 2005. godina
Godine 2005. HŠK Zrinjski po prvi put u povijesti grada na Neretvi donosi titulu prvaka države. Velika fešta po ulicama Mostara traje nekoliko dana, a posljednje kolo prvenstva na utakmici protiv Slavije iz Istočnog Sarajeva, donosi zasigurno jedno od najvećih bakljada u navijačkoj povijesti Bosne i Hercegovine. Na toj utakmici oko cijelog travnjaka Ultrasi su zapali preko 400 baklji, odlično raspoređenih, a bakljada je bila prikazivana u nekoliko navrata i na Eurosportu, vodećoj sportskoj TV kući u svijetu.
Narednih godina Ultrasi se okupljaju na gotovo svim utakmicama u kojima nastupa Zrinjski. Odlazi se organizirano na gostovanja u Bihać, Orašje, Tuzlu, Sarajevo, Banju Luku, Trebinje, Istočno Sarajevo, Široki Brijeg, Posušje i druge gradove u kojim nastupa Zrinjski. Na domaćim utakmicama prave se bakljade, koreografije i sve ono što ide u neku standardnu navijačku proceduru.

#### Sezona 2006./2007.
U sezoni 2006./2007. u Premijer ligu BiH, nakon tri sezone igranja u Prvoj ligi FBiH se vraća FK Velež, vječiti rival HŠK Zrinjskog. Prva utakmica između dva mostarska kluba se igrala 28. listopada 2006. na stadionu u Vrapčićima. Po prvi put od kad se igra derbi u okviru Premijer lige BiH, Ultrasi su otišli bodriti svoj klub (do tada im to nije bilo dopušteno zbog straha od incidenata točnije stadion u Vrapčićima nije ispunjavao sigurnosne uvjete). Susret su osiguravale jake snage sigurnosti. Unatoč potpori od 300 navijača uz stalno bodrenje, pa čak i jednu koreografiju Zrinjski je utakmicu izgubio s 2:1, a susret je protekao bez incidenata. Sljedeća utakmica je odigrana na Stadionu HŠK Zrinjski, a uz gromoglasnu potporu sa Stajanja Zrinjski je pobijedio Veleža s rezultatom 2:1.
Ždrijebom Kupa UEFA Zrinjski je dobio beogradski Partizan. Prva utakmica se igrala u Mostaru, a Zrinjski je u toj utakmici pretrpio poraz od 1:6. Utakmicu je obilježio desetominutni prekid, uz tuču navijača oba kluba. Tuča se nastavila nakon utakmice po ulicama Mostara, a policija je bila primorana koristiti i suzavce. Sve više je raslo nezadovoljstvo navijača prema upravi kluba i prema pojedinim igračima Zrinjskog.
Tijekom prvenstvene utakmice između Širokog i Zrinjskog Ultrasi demonstrativno napuštaju stadion Pecaru 5. kolovoza 2007., razočarani događajima vezanim uz susret s Partizanom, kada su za sve negativno što se događalo okrivljeni navijači, razočarani izvedbama te posebno ponašanjem pojedinih igrača te pojedinih članova uprave kluba.

#### 2008. godina
Nakon svih događaja koji su uslijedili članovi Kluba navijača Ultras-Zrinjski Mostar na sastanku u Mostaru su jednoglasno donijeli odluku o bojkotiranja domaćih utakmica Zrinjskog sve do ispunjenja jednog uvjeta: odlaska člana Upravnog odbora HŠK Zrinjskog, Zdenka Džidića, iz uprave kluba. Ultrasi su naglasili da ova odluka nije usmjerena protiv svih igrača, niti svih članova Uprave kluba te istaknuli da će pratiti svoj klub na gostujućim utakmicama Premijer lige BiH. Tako Zrinjski tijekom sezone 2007./2008. sve do 27. travnja 2008. godine nije imao potporu Ultrasa na domaćim utakmicama, ali Ultrasi su bili uz svoj klub na gostujućim utakmicama. Na skupštini kluba održanoj 15. travnja 2008. godine, Zdenko Džidić je podnio ostavku na mjesto u Upravnom odboru Zrinjskog i nesuglasice između navijača i Uprave kluba su ispravljenje. Ultrasi su se 27. travnja 2008. na domaćoj prvenstvenoj utakmici protiv Čelika vratili na Stajanje.

## Ultrasi i nasilje
Bolest organiziranog navijanja je sigurno huliganizam. Huliganizam je svoje korijene
pustio u Engleskoj, a kasnije je polako zahvatio cijelu Europu, odnosno gotovo cijeli navijački svijet. Nije poštedio ni Bosnu i Hercegovinu, kao ni navijače Zrinjskog. Zasigurno da je HŠK Zrinjski Mostar jedan od klubova u BiH koji je dao gotovo najviše novca radi ispada njegovih navijača.
U  Prvoj nogometnoj ligi Herceg Bosne koja se igrala do 2000. godine, zabilježeno je više incidenata od strane onih najžešćih navijača Zrinjskog. U to vrijeme najrizičnija utakmica smatrala se Zrinjski - NK Široki Brijeg jer se stvorilo veliko neprijateljstvo između Ultrasa i navijača Širokog Brijega "Škripara". Najviše incidenata je zabilježeno na košarkaškim utakmicama ova dva kluba. Osim tih bilježe se i manji incidenti u Orašju i Gabeli s lokalnim simpatizerima.
Početkom zajedničke lige česti incidenti bilježe se s navijačima sarajevskih klubova, a u vrijeme igranja Gradskog derbija u gradu je vladalo opsadno stanje. Ipak taj gradski derbi i zbivanja na njemu su više napuhana i ispolitizirana i onda kada se ništa ne dogodi, mediji naprave svoju priču. Zrinjski je u više navrata plaćao velike kazne radi svojih navijača. Posebice treba izdvojiti huligansko ponašanje Ultrasa na utakmici u Širokom Brijegu 2000. godine, kada su gotovo do temelja srušili južnu tribinu stadiona Pecara.
Osim gore navedenog, dosta incidenata bilo je na Gradskom derbiju iste te godine između Zrinjskog i Veleža, kada je sa zadnjim sučevim zviždukom veća grupa utrčala u teren. Neki u želji da skinu dres voljenog kluba s nekog od igrača, a neki da se obračunaju s igračima Veleža. Uz pribranost policije, ali i dobar odnos pojedinih igrača Zrinjskog, koji su stali u obranu svojih kolega iz Veleža do većih i ozbiljnih posljedica nije došlo.
Česti su i slučajevi dočekivanja pojedinih navijačkih grupa posebice kada se radi o navijačkim grupama iz glavnog grada, koji najčešće zadnjih godina dolaze u pratnji velikog broja policajaca, ali i navijača FK Veleža, koji često ne organizirano dolaze pomoći navijačkim grupama iz Sarajeva u obračunima s Ultrasima.

## Tribina
Na stadionu HŠK Zrinjski, odnosno na tribinama toga stadiona dosta je teško organizirati navijanje. Razlog leži u dosta lošoj i dugoj tribini. Prvi počeci navijanja na utakmicama Zrinjskog vodili su se sa zapadne tribine, ali nakon što se uvidjelo da je dosta teže organizirati navijanje na zapadnoj tribini, prelazi se na istočnu tribinu - Stajanje. Kapacitet stajanja je nekih 5000 – 5500 mjesta, a tribina je dužine oko 140 metara, a širine nekih 15 metara. Na tako velikoj i dugoj tribini dosta je teško izvesti neku koreografiju. Dosta je teško i voditi samo navijanje, ali Ultrasi su do sada napravili nekoliko odličnih koreografija, a navijanje pogotovo na važnijim utakmicama je gromoglasno.

## Trofej Filip Šunjić Pipa
Od 2000. godine, na kraju svake natjecateljske sezone,  Klub navijača „Ultras-Zrinjski“ Mostar dodjeljuje priznanje nogometašu Zrinjskog koji se te sezone najviše istaknuo kako svojim zalaganjem i ponašanjem na terenu, tako i odnosom prema navijačima.
Prvi trofej, koji je tada nosio naziv „Zrinjevac“, dodijeljen je na inicijativu Društva prijatelja Zrinjskog iz Beča. Od 2004. godine priznanje nosi naziv Trofej “Filip Šunjić – Pipa”, u čast tragično poginulom članu Kluba navijača.
U sezoni 2019./20. nakon 19 godina u nizu, trofej nije dodijeljen iz razloga što sezona nije dovršena. Klub navijača se oglasio priopćenjem da bi dodjela u takvim okolnostima bila obezvrijeđivanje same nagrade i imena koje nosi.
Dosadašnji dobitnici Trofeja “Filip Šunjić – Pipa”:
- 2000./01.: Slaven Musa
- 2001./02.: Ivica Matas
- 2002./03.: Armando Marenzi
- 2003./04.: Luka Modrić
- 2004./05.: Zoran Rajović
- 2005./06.: Ivica Džidić
- 2006./07.: Sulejman Smajić
- 2007./08.: Mario Ivanković
- 2008./09.: Krešimir Kordić
- 2009./10.: Toni Šunjić
- 2010./11.: Marin Aničić
- 2011./12.: Igor Mehler
- 2012./13.: Pero Stojkić
- 2013./14.: Anto Radeljić
- 2014./15.: Vučina Šćepanović
- 2015./16.: Daniel Graovac
- 2016./17.: Slobodan Jakovljević
- 2017./18.: Ognjen Todorović
- 2018./19.: Marin Galić
- 2019./20.: Nije dodijeljeno
- 2020./21.: Nemanja Bilbija
- 2021./22.: Josip Ćorluka
- 2022./23.: Mario Tičinović
- 2023./24.: Marko Marić
- 2024./25.: Antonio Ivančić

## Podgrupe i podružnice
| - Ultras Harlem - ECP (Executive City Patrol) - Ultras Avenija - Ultras Ortiješ - Eagles Vatikan (Panjevina) - Ultras Centar 2 - Ultras Bijelo Polje - WMC (West Mostar Crew) - EŠM (Ekipa Šantićeva Mostar) - CHS (Chicago street) - OZ (Odani Zrinjskom) - Ekipa Bakijina luka - Lower Horizon | - UGB (Ugly Boys) - Ultras Bijeli brijeg - Ultras Jasenica - Ultras Rodoč - Ultras Smrčenjaci - Ultras Cim - Ultras Ilići - Ultras Orlac - Ultras Raštani - Ultras Balinovac | - Klub navijača "Ultras-Zrinjski" - podružnica Beč - Klub navijača "Ultras-Zrinjski" - podružnica Čapljina - Klub navijača "Ultras-Zrinjski" - podružnica Čitluk - Klub navijača "Ultras-Zrinjski" - podružnica Rama - Klub navijača "Ultras-Zrinjski" - podružnica Skandinavija - Klub navijača "Ultras-Zrinjski" - podružnica Stolac - Klub navijača "Ultras-Zrinjski" - podružnica Žepče |

## Unutarnje poveznice
- Zrinjski Mostar
- HŠK Zrinjski Mostar
- Mostarski gradski derbi

## Vanjske poveznice
- Ultras Zrinjski Službene stranice
- HŠK Zrinjski.info  Arhivirana inačica izvorne stranice od 19. listopada 2017. (Wayback Machine) Portal navijača i simpatizera mostarskog Zrinjskog

- Dvadeset godina navijačke skupine Ultras-Zrinjski: Dnevnik jedne ljubavi I. dio
- Dvadeset godina navijačke skupine Ultras-Zrinjski: Dnevnik jedne ljubavi II. dio